# River Island
Ривер Айланд (River Island) — британская марка одежды. Продаётся в Великобритании. Также есть магазины в Сингапуре, Турции, Польше, Ирландии, Нидерландах, Испании, Армении, Украине и Грузии.

## История
Компания создана Бернандом Льюисом в 1948 году. Льюис начал свой бизнес как маленькое семейное предприятие. Первый магазин в Лондоне назывался Lewis Separates. Компания неоднократно переименовывалась (Chelsea Girl, Concept Man), прежде чем получила название River Island в 1988 году. Сейчас в компании большой штат.

## Магазины
| Страна            | Кол-во магазинов | Супер магазины |
| Англия            | 196              | 19             |
| Ирландия          | 21               | 2              |
| Сев. Ирландия     | 15               | —              |
| Польша            | 4                | —              |
| Шотландия         | 25               | 2              |
| Уэльс             | 12               | 1              |
| Интернациональные | 34               | 2              |
| Всего             | 292              | 26             |